# Берладники
Берла́дники (бирладники)  — втікачі та біженці різних соціальних верств Русі, переважно південних земель, що покидали батьківщину через утиски різного роду і оселялися в пониззі Дунаю, переважно в молдовському місті Берладь (нині Бирлад, Румунія). Існували впродовж 12 — 13 століть. Асоціюються рядом дослідників із західними бродниками.

## Берладники
Займалися, головним чином, рибальством, полюванням та іншими промислами. Практикували розбій, беручи участь у набігах половців на Русь. Верхівка берладників, що складалася з руських бояр та князів-ізгоїв, спромоглася створити у Придунав'ї державу, формально залежну від Галицького князівства. Ймовірно її очолював Іван Ростиславович, князь з династії Рюриковичів на прізвисько «Берладник». Він намагався використати берладників, щоб посісти престол у Галичі.
Вперше берладники згадуються в Іпатіївському літописі під 1159 роком у зв'язку з нападом 6-тисячного загону на чолі з Іваном Берладником, на міста Галицького князівства, Кучелмин та Ушиця. Під час бою до берладників приєдналися 300 місцевих смердів.
|  | Іван же тоді, переполошившись, поїхав у поле до половців і, пішовши з половцями, став у городах подунайських. І розбив він два кораблі, і взяв багато добра в них обох, і шкодили вони риболовам галицьким. І прибуло до нього половців багато, і берладників у нього скупчилося шість тисяч, і рушив він до [города] Кучелмина, і раді були [там] йому. А звідти він до [города] Ушиці рушив. Та в город увійшла була залога Ярославова, і стали кріпко битися вої залоги з городських стін, а смерди перескакували через заборола до Івана, і перебігло їх триста. І хотіли половці взяти город, та Іван не дав їм узяти, і, розгнівавшись, половці поїхали од Івана. |

У 1160 році берладники оволоділи на пониззі Дніпра містом Олешшя, але біля міста Дциня були розбиті військом київського князя Ростислава Мстиславовича.
|  | У тім же році послав Ростислав із Києва [воєвод] Юрія Нестеровича і Якуна [Мирославича] 5 в насадах на берладників, що були [город] Олешшя взяли. І, догнавши їх коло [города] Дциня, вони побили їх і здобич узяли. |

## Галицькі вигонці
З 13 століття прямих згадок про берладників у літописах немає, але з'являються повідомлення про «галицьких вигонців». Останні були союзниками Русі у битві на Калці 1223 року. Вигонцями керували воєвода Юрій Домажирич і боярин Володиславич Держикрай.
|  | ...:Звідти ж, із Києва, рушили вони (князі) місяця квітня і прийшли до ріки Дніпра, до острова Варязького. І приїхала туди до них уся земля половецька, і чернігівці приїхали, і кияни, і смольняни, й інші землі. Всі ми посуху Дніпро перейшли,— так ото покрита вода була безліччю човнів. А галичани й волинці, кожен зі своїми князями, і куряни, і трубчани, і путивльці, кожен зі своїми князями, прийшли кіньми. А вигонці галицькі рушили по Дністру і ввійшли в море,— човнів же було тисяча. І ввійшли вони в ріку Дніпро, і провели [човни] вгору до порогів, і стали коло ріки Хортиці, на броді близ Протолчів. Був же з ними воєвода Домажирич Юрій і боярин Держикрай Володиславич. |

Тлумачення поняття «вигонці»:
- вигнанці і втікачі різних соціальних верств з Галичини;
- скотарі, ти хто займаються вигоном худоби[4].

Питання прямого отожнення галицьких вигонців з берладниками є дискусійним.
Незначна частина істориків вбачає у берладницькій «вольниці» на Придунав'ї прототип українського козацтва 15 — 18 століть.